# Nathan Nunn
Nathan Nunn, född 9 juli 1974, är en kanadensisk nationalekonom.
Nunn är professor vid University of British Columbia, närmare bestämt Vancouver School of Economics, och är mest känd för sin forskning om slavhandelns långsiktiga effekter i Afrika, i samband med vilken han hävdat att en stor del av Afrikas nutida underutveckling hör samman med dessa effekter. Men han har forskat inom många områden relaterade till ekonomisk historia, ekonomisk utveckling och internationell handel. Han har bland annat hävdat att länders förmåga att genomdriva kontrakt är av väsentligt större betydelse för deras komparativa fördelar än utbildad arbetskraft och fysiskt kapital, och att introduktionen av plogen påverkat könsnormer och gjort samhället mindre jämställt.